# Manuel Salamanca
Héctor Manuel Salamanca Montano (Puente Alto, 29 de julio de 1927-Pirque, 5 de octubre de 2010) fue un futbolista chileno que se desempeñaba como delantero. Integró la selección chilena en el Campeonato Sudamericano 1949.
Debutó en Magallanes en 1947, proveniente desde el Deportivo La Salle.

## Selección nacional
Integró el plantel de la selección de fútbol de Chile que participó en el Campeonato Sudamericano 1949. Jugó dos encuentros, y anotó un gol.

### Participaciones en Campeonatos Sudamericanos
| Sudamericano                 | Sede   | Resultado    | PJ | G |
| ---------------------------- | ------ | ------------ | -- | - |
| Campeonato Sudamericano 1949 | Brasil | Quinto lugar | 2  | 1 |

## Clubes
| Club       | País  | Año       |
| ---------- | ----- | --------- |
| Magallanes | Chile | 1947-1953 |
| Iberia     | Chile | 1954      |